# نورث ليتل روك
نورث ليتل روك (بالإنجليزية: North Little Rock, Arkansas)‏ هي مدينة تقع في مقاطعة بولاسكي، أركنسو بولاية أركنساس في الولايات المتحدة. تبلغ مساحة هذه المدينة 121.6 (كم²)، وترتفع عن سطح البحر 81 م، بلغ عدد سكانها 62304 نسمة في عام 2010 حسب إحصاء مكتب تعداد الولايات المتحدة.

## التركيبة السكانية
حدّد مكتب تعداد الولايات المتحدة بيانات التركيبة السكانية لنورث ليتل روك في تعداد الولايات المتحدة. في ما يلي، التركيبة السكانية حسب تعدادي 2000 و2010.

### تعداد عام 2000
بلغ عدد سكان نورث ليتل روك 60,433 نسمة بحسب تعداد عام 2000، وبلغ عدد الأسر 25,542 أسرة وعدد العائلات 16,128 عائلة مقيمة في المدينة. في حين سجلت الكثافة السكانية 420.5 نسمة لكل كيلومتر مربع (1,089.1/ميل2). وبلغ عدد الوحدات السكنية 27,567 وحدة بمتوسط كثافة قدره 191.8 لكل كيلومتر مربع (496.8/ميل2).
وتوزع التركيب العرقي للمدينة بنسبة 62.55% من البيض و33.98% من الأمريكيين الأفارقة و0.41% من الأمريكيين الأصليين و0.59% من الأمريكيين ذوي الأصول الآسيوية و0.03% من سكان جزر المحيط الهادئ و1.18% من الأعراق الأخرى و1.26% من عرقين مختلطين أو أكثر و2.42% من الهسبانيون أو اللاتينيون من أي عرق.
بلغ عدد الأسر 25,542 أسرة كانت نسبة 32.4% منها لديها أطفال تحت سن الثامنة عشر تعيش معهم، وبلغت نسبة الأزواج القاطنين مع بعضهم البعض 41.9% من أصل المجموع الكلي للأسر، ونسبة 17.6% من الأسر كان لديها معيلات من الإناث دون وجود شريك،  بينما كانت نسبة 3.7% من الأسر لديها معيلون من الذكور دون وجود شريكة وكانت نسبة 36.9% من غير العائلات. تألفت نسبة 32% من أصل جميع الأسر من عدة أفراد يعيشون في نفس المنزل ونسبة 12.2% كانت تتألف من شخص يعيش بمفرده يبلغ من العمر 65 عاماً أو أكثر. وبلغ متوسط حجم الأسرة المعيشية 2.35، أما متوسط حجم العائلات فبلغ 2.97.
بلغ العمر الوسطي للسكان 36.5 عاماً. وكانت نسبة 25.5% من القاطنين تحت سن الثامنة عشر، وكانت نسبة 9% بين الثامنة عشر والرابعة والعشرين عاماً، ونسبة 28.2% كانت واقعةً في الفئة العمرية ما بين الخامسة والعشرين والرابعة والأربعين عاماً، ونسبة 22.3% كانت ما بين الخامسة والأربعين والرابعة والستين، ونسبة 14.1% كانت ضمن فئة الخامسة والستين عاماً فما فوق. يوجد لكل 100 أنثى 87.2 ذكر، ويوجد لكل 100 أنثى في الثامنة عشر من عمرها فما فوق 82.2 ذكر.
بلغ متوسط دخل الأسرة في المدينة 35,578 دولارًا، أما متوسط دخل العائلة فبلغ 43,595 دولارًا. وكان متوسط دخل الذكور 31,420 دولارًا مقابل 24,987 دولارًا للإناث. وسجل دخل الفرد الخاص بالمدينة 19,662 دولارًا. وكانت نسبة 12.4% من العائلات ونسبة 16.1% من السكان تحت خط الفقر، وكان من هؤلاء نسبة 26.9% تحت سن الثامنة عشر ونسبة 11.7% في الخامسة والستين من العمر وما فوق.

### تعداد عام 2010
بلغ عدد سكان نورث ليتل روك 62,304 نسمة بحسب تعداد عام 2010، وبلغ عدد الأسر 26,530 أسرة وعدد العائلات 15,694 عائلة مقيمة في المدينة. في حين سجلت الكثافة السكانية 433.5 نسمة لكل كيلومتر مربع (1,122.8/ميل2). وبلغ عدد الوحدات السكنية 29,437 وحدة بمتوسط كثافة قدره 204.8 لكل كيلومتر مربع (530.4/ميل2).
وتوزع التركيب العرقي للمدينة بنسبة 54.02% من البيض و39.73% من الأمريكيين الأفارقة و0.39% من الأمريكيين الأصليين و0.94% من الأمريكيين ذوي الأصول الآسيوية و0.07% من سكان جزر المحيط الهادئ و2.71% من الأعراق الأخرى و2.14% من عرقين مختلطين أو أكثر و5.71% من الهسبانيون أو اللاتينيون من أي عرق.
بلغ عدد الأسر 26,530 أسرة كانت نسبة 30.2% منها لديها أطفال تحت سن الثامنة عشر تعيش معهم، وبلغت نسبة الأزواج القاطنين مع بعضهم البعض 35% من أصل المجموع الكلي للأسر، ونسبة 19.4% من الأسر كان لديها معيلات من الإناث دون وجود شريك،  بينما كانت نسبة 4.8% من الأسر لديها معيلون من الذكور دون وجود شريكة وكانت نسبة 40.8% من غير العائلات. تألفت نسبة 34.2% من أصل جميع الأسر من عدة أفراد يعيشون في نفس المنزل ونسبة 9.6% كانت تتألف من شخص يعيش بمفرده يبلغ من العمر 65 عاماً أو أكثر. وبلغ متوسط حجم الأسرة المعيشية 2.32، أما متوسط حجم العائلات فبلغ 2.98.
بلغ العمر الوسطي للسكان 35.9 عاماً. وكانت نسبة 24.1% من القاطنين تحت سن الثامنة عشر، وكانت نسبة 9.5% بين الثامنة عشر والرابعة والعشرين عاماً، ونسبة 27.7% كانت واقعةً في الفئة العمرية ما بين الخامسة والعشرين والرابعة والأربعين عاماً، ونسبة 25.6% كانت ما بين الخامسة والأربعين والرابعة والستين، ونسبة 13% كانت ضمن فئة الخامسة والستين عاماً فما فوق. وتوزع التركيب الجنسي للسكان بنسبة 47.3% ذكور و52.7% إناث.

## أعلام
- هانك روبنسون
- جيف هندرسون
- دارين مكفادين
- جيريمي ديفيس
- إدي مايلز
- جاي راسيل
- رايموند بيرنت

## وصلات خارجية
- www.northlittlerock.ar.gov/
- The US50 - Cities and Towns in Arkansas State
- 2012 United States Census Estimate